# RACE
La sigla RACE è l'abbreviazione di rapid amplification of cDNA ends (in italiano: amplificazione rapida delle estremità del cDNA) ed è una tecnica di biologia molecolare che serve ad estendere la porzione di sequenza nota di un RNA messaggero all'estremità 5' (5'-RACE) o 3' (3'-RACE). Le classiche tecniche di clonaggio del cDNA infatti spesso producono soltanto frammenti della sequenza, che possono essere estesi tramite le tecniche di RACE.
Il metodo si basa sull'uso della reazione a catena della polimerasi; il problema maggiore è quindi quello di individuare due primer ai lati della sequenza da amplificare. Uno dei primer può essere basato sulla sequenza nucleotidica già nota, che deve venire estesa. Il secondo primer invece è più problematico e tecniche diverse si utilizzano, come si vedrà nella sezione successiva, per le estremità 3' e 5'.
L'uso della sigla RACE è anche un gioco di parole, in quanto in inglese il termine race significa corsa; corsa appunto in una o nell'altra direzione della sequenza nucleotidica.

## 3' RACE
Tra le due estremità, quella più facile da clonare è l'estremità 3'. L'RNA messaggero possiede infatti a questa estremità una sequenza terminale ricca di adenine (poli-A). È quindi facile progettare un primer per la reazione a catena della polimerasi (PCR) che contenga un elevato numero di timine e si leghi all'estremità 3'. L'altro primer sarà invece progettato in base alla sequenza già conosciuta.

## 5' RACE
Il clonaggio dell'estremità 5' è più complesso, non essendo presente una sequenza nucleotidica caratteristica come avviene al 3'. Sono state perciò inventate una serie di tecniche che si basano generalmente sull'aggiunta di una sequenza nota al 5', in modo da poter poi utilizzarla per disegnare un primer per la PCR. L'altro primer sarà invece progettato in base alla sequenza già nota.

### 5' RACE classica
Il metodo classico di 5'-RACE consiste appunto nel legare all'estremità 5' del corrispondente cDNA un oligonucleotide di sequenza nota. Si utilizza  l'enzima terminal transferasi per aggiungere una serie di nucleotidi (per esempio C) all'estremità in questione. In questo caso sarà poi possibile disegnare un primer per la PCR che si basi sulla serie di nucleotidi aggiunti.

### RLM o Cap-Finder
Altri metodi di 5'-RACE sono stati sviluppati per cercare di ovviare agli svantaggi della RACE classica. Per esempio un notevole vantaggio è il selezionare prima della ligazione dell'oligonucleotide soltanto le molecole di RNA che possiedono un'estremità 5' intatta. Questo è possibile utilizzando il metodo chiamato cap-finder o RLM (RNA ligase mediated), che sfrutta il capping dell'estremità 5' dei messaggeri eucariotici.
In questo metodo le molecole di RNA vengono dapprima defosforilate utilizzando l'enzima CIP (calf internal phosphatase, fosfatasi alcalina di vitello) in modo da renderle incapaci di legarsi tra loro per effetto della ligasi utilizzata in seguito. Poi si apre il capping delle molecole intatte con un apposito enzima, TAP (tobacco acid pirophosphatase, pirofosfatasi acida di tabacco). Tali molecole saranno quindi le uniche fosforilate e utilizzando ora la ligasi sarà quindi possibile legare un oligonucleotide a soltanto tali molecole. In tal modo la seguente PCR sarà in grado di utilizzare come stampo soltanto le molecole con estremità 5' completa.

### SMART RACE
Il metodo chiamato SMART (switching mechanism at 5' end of RNA transcript) consiste nell'uso di una speciale trascrittasi inversa per la retrotrascrizione da RNA messaggero a cDNA, che al raggiungimento dell'estremità 5' dell'RNA cambia la propria attività enzimatica, diventando una terminal transferasi, che aggiunge una serie di citosine a tale estremità. Sarà perciò poi possibile progettare il primer per la PCR in base a tale sequenza di citosine. Anche questo metodo ha come vantaggio la selezione come stampo per la polimerasi delle molecole complete all'estremità 5', in quanto solo a queste viene aggiunta la serie di citosine.

### CAP fishing
Un ulteriore metodo di clonaggio è chiamato cap fishing e consiste nella ligazione di un oligonucleotide in grado di legarsi al 5' dei messaggeri in presenza del capping, quindi soltanto alle molecole di RNA complete. La ligazione di tale nucleotide avviene con lo stesso sistema a due enzimi (fosfatasi/pirofosfatasi acida) del sistema Cap-Finder e verrà poi utilizzato come base per progettare il primer per la polimerasi.